# السعر عند الطلب
السعر عند الطلب (ويسمى في بعض الأحيان السعر عند السؤال)، يشار إليه اختصارًا بالإنجليزية بـ POA، هو مصطلح يشيع استخدامه في قوائم السعر والإعلانات المبوبة، كما يستخدم عادة عند الإشارة إلى أسعار العقارات. ويعني أنه يجب الاتصال بالبائع أو وكيل البيع من أجل الحصول على السعر.

## الأساس المنطقي
تتنوع الأسباب الداعية إلى حجب السعر الرقمي لأي سلعة أو عدم توفيره ببساطه.
- من الممكن استخدام السعر عند الطلب بوصفه رمزًا عندما يكون السعر غير محدد بعد.
- قد يتأرجح السعر كثيرًا (مثل أسعار الغاز)، وهو ما يجعل الأسعار المعلن عنها يفوت أوانها سريعًا.
- قد يكون المنتج من المنتجات القابلة للتخصيص بشكل كبير، وفي هذه الحالة يصبح من غير العملي إعطاء سعر ثابتprice[1]
- تصنف أنظمة الإدراج عبر الإنترنت بشكل داخلي السلع المصنفة بالسعر عند الطلب إما بوصفها رخيصة جدًا أو باهظة الثمن جدًا، وهو ما يعني أنها سوف تظهر في بداية قائمة التصنيف بالسعر. وهو ما قد يجعل المستخدمين المحتملين لأنظمة البيع يُدخلون السلع الخاصة بهم تحت تصنيف السعر عند الطلب (حتى إذا كان بإمكانهم تقديم سعر) حتى تتميز سلعهم عن المنافسين.

### العقارات والإعلانات المبوبة
من الممكن إخفاء الأسعار عن عمد في محاولة لمنع المشترين المحتملين من فرز اتجاهات السعر (الذي يكون عادة في اتجاه تنازلي)، وهو ما قد يحفزهم للانتظار حتى يتم خفض السعر قبل تقديم العرض.
وفي حالة العقارات، فإن المالك قد يشعر، لأي سبب من الأسباب، بعدم الراحة في إفصاحه عن السعر إلى الجمهور أو السمسار، وقد يرغب في منع اتجاهات أسعار العقارات في منطقة معينة من أن تصبح معلومة للعامة.
ومن الاستخدامات الأكثر سوءًا لمصطلح «السعر عند الطلب» هواستخدامه كوسيلة مناسبة لإعطاء تقدير منخفض عن قصد لسعر السلعة، حتى إذا لم يتم تقديم سعر أولي منخفض، فإن المشتري المحتمل قد يتوقع سعرًا معقولاً ويتقدم للاستفسار. وفي هذه الحالة، يفترض البائع أن المشتري المحتمل لن يبحث عن مكان جديد بعد استفساره المبدئي. كما سوف تتوفر فرص أخرى أمام البائع لترويج منتجه لمشترٍ محتمل آخر عندما يستفسر عن السعر.
وفي الواقع، فإن العقار المصنف تحت بند «السعر عند الطلب» قد يتم المبالغة في سعره، الأمر الذي قد يثبط رغبة المشترين الفعليين في تقديم عروضهم.